# In the Nightside Eclipse
In the Nightside Eclipse debitantski je studijski album norveškog black metal-sastava Emperor. Album je 21. veljače 1994. godine objavila diskografska kuća Candlelight Records. Ovo je ujedno i posljednji album grupe na kojem je nastupao bubnjar Faust te jedini na kojem je nastupao jednokratni basist Tchort. Smatra se kako je album imao presudan utjecaj na razvoj norveške black metal scene te ga mnogi glazbeni kritičari smatraju jednim od najutjecajnijih albuma žanra.

## Pozadina
Naslovnicu albuma izradio je Kristian Wåhlin, također znan kao Necrolord. Naslovnica prikazuje mnoštvo orkova na putu prema Minas Morgulu. 
Dio naslovnice ispod logotipa skupine utemeljen je na detalju slike "Death on a Pale Horse" slikara Gustavea Doréa. Isti je odsjek iskorišten i za naslovnicu EP-a Emperor.

## Nasljeđe
IGN je 2009. godine uvrstio In the Nightside Eclipse na svoj popis "10 odličnih black metal albuma". Prema IGN-u "Emperor je nadahnuo val tehničkih black metal sastava koji su početkom 2000-ih vladali metal podzemljem. Dimmu Borgir i Cradle of Filth svoju slavu uvelike duguju ovom albumu."
U srpnju 2014. In the Nightside Eclipse bio je uvršten na 11. mjesto popisa "Superunknown: 50 Iconic Albums That Defined 1994" časopisa Guitar World.

## Popis pjesama
| 1.    | »Intro«                                        |                |                | 0:51 |
| 2.    | »Into the Infinity of Thoughts«                | Samoth         | Ihsahn, Samoth | 8:15 |
| 3.    | »The Burning Shadows of Silence«               | Ihsahn, Samoth | Ihsahn, Samoth | 5:36 |
| 4.    | »Cosmic Keys to My Creations & Times«          | Mortiis        | Ihsahn, Samoth | 6:06 |
| 5.    | »Beyond the Great Vast Forest«                 | Samoth         | Ihsahn, Samoth | 6:01 |
| 6.    | »Towards the Pantheon«                         | Ihsahn, Samoth | Ihsahn, Samoth | 5:57 |
| 7.    | »The Majesty of the Nightsky«                  | Ihsahn         | Ihsahn         | 4:54 |
| 8.    | »I Am the Black Wizards«                       | Mortiis        | Ihsahn, Samoth | 6:01 |
| 9.    | »Inno a Satana« (Talijanski za "Himna Sotoni") | Ihsahn         | Ihsahn, Samoth | 4:48 |
| 48:29 |                                                |                |                |      |

| Remasterirana verzija iz 1999. | Remasterirana verzija iz 1999.                      | Remasterirana verzija iz 1999. | Remasterirana verzija iz 1999. | Remasterirana verzija iz 1999. | Remasterirana verzija iz 1999. | Remasterirana verzija iz 1999. | Remasterirana verzija iz 1999. | Remasterirana verzija iz 1999. | Remasterirana verzija iz 1999. |
| Br.                            | Skladba                                             | Trajanje                       |                                |                                |                                |                                |                                |                                |                                |
| ------------------------------ | --------------------------------------------------- | ------------------------------ | ------------------------------ | ------------------------------ | ------------------------------ | ------------------------------ | ------------------------------ | ------------------------------ | ------------------------------ |
| 1.                             | »Into the Infinity of Thoughts«                     | 9:06                           |                                |                                |                                |                                |                                |                                |                                |
| 2.                             | »The Burning Shadows of Silence«                    | 5:35                           |                                |                                |                                |                                |                                |                                |                                |
| 3.                             | »Cosmic Keys to My Creations & Times«               | 6:06                           |                                |                                |                                |                                |                                |                                |                                |
| 4.                             | »Beyond the Great Vast Forest«                      | 6:00                           |                                |                                |                                |                                |                                |                                |                                |
| 5.                             | »Towards the Pantheon«                              | 5:58                           |                                |                                |                                |                                |                                |                                |                                |
| 6.                             | »The Majesty of the Nightsky«                       | 4:53                           |                                |                                |                                |                                |                                |                                |                                |
| 7.                             | »I Am the Black Wizards«                            | 6:00                           |                                |                                |                                |                                |                                |                                |                                |
| 8.                             | »Inno a Satana«                                     | 4:48                           |                                |                                |                                |                                |                                |                                |                                |
| 9.                             | »A Fine Day to Die« (Obrada pjesme sastava Bathory) | 8:28                           |                                |                                |                                |                                |                                |                                |                                |
| 10.                            | »Gypsy« (Obrada pjesme sastava Mercyful Fate)       | 2:57                           |                                |                                |                                |                                |                                |                                |                                |
| 59:51                          |                                                     |                                |                                |                                |                                |                                |                                |                                |                                |

## Recenzije
Steve Huey, glazbeni kritičar sa stranice AllMusic, u svojoj je recenziji albumu dodijelio pet zvjezdica od pet, pišući: "In the Nightside Eclipse žustro je pokazao kako je u svijetu black metala postojala stvarna glazbena čvrstoća i ambicija. [...] [Album] je nekako uspio uhvatiti srž žanra te u isti mah ponovno napisati njegovu knjigu pravila". Također je komentirao kako je to bio "prvi [album] koji je spojio black metal s progresivnim i simfonijskim elementima, postavljajući tako pozornicu za jato budućih eksperimentiranja unutar žanra; [...] kao takav, [album] svakako posjeduje nasljeđe koje je stiglo dalje od bilo čega iz norveškog krvavog prvog vala te je svrstan kao jedan od najvažnijih heavy metal albuma devedesetih." Album je 2005. godine bio uvršten na 292. mjesto u knjizi The 500 Greatest Rock & Metal Albums of All Time časopisa Rock Hard.

## Zasluge
| Emperor - Ihsahn – vokali, gitara, klavijature - Samoth – gitara - Faust – bubnjevi - Tchort – bas-gitara Dodatni glazbenici - Charmand Grimloch – klavijature (na pjesmi 10 na reizdanoj inačici albuma) - Trym – bubnjevi (na pjesmama 9 i 10 na reizdanoj inačici albuma) - Alver – bas-gitara (na pjesmama 9 i 10 na reizdanoj inačici albuma) | Ostalo osoblje - Mortiis – tekstovi (na pjesmama 4 i 8) - Necrolord – naslovnica - Christophe Szpajdel – logotip - Johan Brun – fotografija - Vámosi Tamás – fotografija - Marco Depalno – fotografija - Pytten – produkcija, miksanje |